# Наука та будівництво
Науково-технічний журнал «Наука та будівництво» (анг. «Science and Construction») — українське наукове рецензоване видання, що індексується у наукометричній базі Index Copernicus і Google Academie, та реферується на сайті Національноі бібліотеки України імені В. І. Вернадського. 
Виходить 4 рази на рік, українською та англійською мовами.

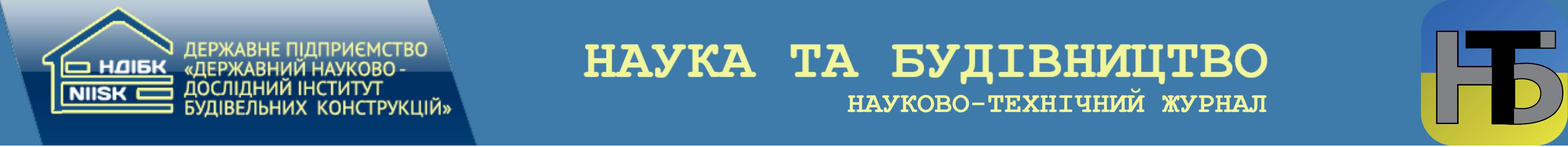

## Історія та призначення
Журнал «Наука та будівництво» створений у 2014 році Державним підприємством «Державний науково-дослідний інститут будівельних конструкцій».
Журнал входить до переліку наукових фахових видань України, в яких можуть публікуватися результати дисертаційних робіт на здобуття наукових ступенів доктора і кандидата технічних наук згідно з наказом Міністерства освіти і науки України.
У червні 2021 року науково-технічний журнал ДП НДІБК «Наука та будівництво» внесено до бази даних періодичних видань Ulrichsweb (Ulrich's Periodicals Directory) (США) – найбільшої бази даних, що описує світовий потік наукових періодичних і продовжуваних видань за всіма тематичними напрямами.

## Мета, проблематика, цільова аудиторія
Тематика публікацій журналу відповідає основним напрямам діяльності Державного науко-дослідного інституту будівельних конструкцій та ставить на меті створення простору новітньої публічної комунікації науковців та офіційного визнання наукових публікацій, зокрема донесення результатів їх діяльності до вітчизняної і світової наукових спільнот шляхом своєчасної та систематичної публікації українською, англійською мовами оригінальних наукових, науково-технічних і науково-аналітичних статей вітчизняних та закордонних фахівців у сфері будівництва, які представляють наукові організації, державні установи, вищі навчальні заклади та підприємства будівельної галузі. Зокрема, це:
- нормування та стандартизація у будівництві;
- будівельні конструкції для будинків і споруд житлово-цивільного, промислового і сільськогосподарського призначення в звичайних і складних інженерно-геологічних умовах;
- сейсмостійке будівництво;
- геотехнічні питання будівництва;
- надійність та безпека будинків і споруд;
- науково-технічний супровід будівельної діяльності в атомній енергетиці, в т.ч. на об’єкті «Укриття»;
- оцінка відповідності будівельних матеріалів, виробів та конструкцій;
- енергоефективність будівель та споруд;
- будівельна акустика та захист від шуму;
- економіка будівельних конструкцій та ціноутворення в науково-технічній діяльності у  будівельній галузі;
- підготовка наукових кадрів вищої кваліфікації.

### Публікації у журналі присвячені таким проблемам::
- Технічне регулювання у будівництві.
- Будівельні конструкції.
- Сейсмостійке будівництво.
- Геотехніка.
- Будівництво в складних інженерно-геологічних умовах.
- Надійність і безпека будівель та споруд.
- Енергоефективність у будівництві.

Цільовою аудиторією журналу  «Наука та будівництво» є науковці, інженери, технологи, які публікують оригінальні наукові статті, з отриманими новими результатами та науковою новизною.

## Редакційна колегія
- Головний редактор Фаренюк Геннадій Григорович — доктор технічних наук, професор, директор ДП «ДНДІБК», Київ, Україна.
- Заступник головного редактора — Слюсаренко Юрій Степанович, доктор технічних наук, професор, заступник директора з наукової роботи ДП «ДНДІБК», Київ, Україна
- Виконавчий редактор — Овсяннікова Тетяна Миколаївна, кандидат технічних наук, старший науковий співробітник, ДП «ДНДІБК», Київ, Україна
- Балаш Георгій Ласло — доктор технічних наук, професор, завідувач відділу, Будапештський університет технологій та економіки, Будапешт, Угорщина
- Бамбура Андрій Миколайович — доктор технічних наук, професор, завідувач відділу, ДП «ДНДІБК», Київ, Україна
- Брандль Хайнц — доктор технічних наук, професор, директор інституту, Віденський університет технологій, Відень, Австрія
- Ванічек Іван — доктор технічних наук, професор, Чеський технічний університет, Прага, Чехія
- Жусупбеков Аскар Жагпарович — доктор технічних наук, професор, завідувач кафедри, Євразійський національний університет ім. Л.Н. Гумільова, Астана, Казахстан
- Ковров Анатолій Володимирович — кандидат технічних наук, професор, ректор Одеської державної академії будівництва та архітектури, Одеса, Україна
- Назаренко Іван Іванович — доктор технічних наук, професор, президент Академії будівництва України, Київ, Україна
- Немчинов Юрій Іванович — доктор технічних наук, професор, перший заступник директора інституту з наукової роботи, ДП «ДНДІБК»
- Савицький Микола Васильович — доктор технічних наук, професор, ректор Придніпровської державної академії будівництва та архітектури, Дніпро, Україна
- Шейніч Леонід Олександрович — доктор технічних наук, професор, завідувач відділу, ДП «ДНДІБК», Київ, Україна